# Paul Eugen Haueisen
Paul Eugen Haueisen (* 24. April 1845 in Leonberg; † 25. Juni 1925 in Jockgrim) war ein deutscher Architekt. 

## Leben
Eugen Haueisen entstammte einer Baumeister-Familie. Nach dem Studium in München und Berlin entschloss er sich, zunächst in die USA auszuwandern. Dort lernte er seine Ehefrau Regine Conrath kennen und heiratete sie. Schon bald kehrte das Paar nach Deutschland zurück, wo Haueisen ab 1874 bis zu seiner Pensionierung bei der BASF arbeitete. Haueisen war der erste Architekt, der für das Unternehmen tätig war. Er war der Leiter des 1874 neu eingerichteten Baubüros der BASF und später der Bauabteilung.
Er plante nicht nur die Arbeitersiedlung „Hemshofkolonie“ für die BASF, sondern auch das Gesellschaftshaus der BASF neben weiteren Wohnblocks für Mitarbeiter der BASF, die Hauptverwaltung, das Hauptlabor und Doppelwohnhäuser für höhere Angestellte und Direktoren. Die Gebäude des Hemshofs bezeichnete Werner Abelshauser als Produkte eines „ästhetisch glanzlosen Werkswohnungsbau[s]“. Im Limburgerhof stehen die Gebäude Brunckstraße 1–39 (ungerade Hausnummern), Sieglestraße 1–40, Speyerer Straße 22–32 (gerade Hausnummern) der „Alten Kolonie“ unter Denkmalschutz.
Eugen Haueisen war der Vater des Malers Albert Haueisen.